# 그론기어
그론기어(일본어: グロンギ語 구론기고[*])는 일본 토에이의 특촬 드라마 《가면라이더 쿠우가》에 등장하는 가공의 언어이다. 그론기들이 사용하는 언어로, 독자적인 언어로 묘사되었다. 그러나 방송 당시에 그론기어를 해석하기 위한 자막은 표시되지 않았다. 이후 《가면라이더 디케이드》에서 그론기들이 다시 등장했을 때는 일본어로 번역한 자막이 실렸다.

## 기초
그론기어는 기본적으로 일본어의 자음 규칙을 바탕으로 변형한 것이다. 다만 일본어의 여러 음이 같은 음으로 변환되기 때문에 역변환할 경우 문맥 상의 판단이 필요하다.
| 일본어   | 그론기어   |          |          |
| -------- | ---------- | -------- | -------- |
| 아(あ)행 | 가(ガ)행   |          |          |
| 카(か)행 | 바(バ)행   | 가(が)행 | 가(ガ)행 |
| 사(さ)행 | 가(ガ)행   | 자(ざ)행 | 자(ザ)행 |
| 타(た)행 | 다(ダ)행   | 다(だ)행 | 자(ザ)행 |
| 나(な)행 | 바(バ)행   |          |          |
| 하(は)행 | 자(ザ)행   | 바(ば)행 | 다(ダ)행 |
| 마(ま)행 | 라(ラ)행   | 파(ぱ)행 | 마(マ)행 |
| 야(や)행 | 자(ジャ)행 | 라(ら)행 | 사(サ)행 |
| 와(わ)   | 파(パ)     |          |          |

- 예: 오하요(일본어: おはよう) → 고자조조(ゴザジョジョ 고자죠죠[*])

장음의 경우 앞의 음을 한번 더 쓰고, 촉음은 뒤의 음을 한번 더 쓴다.
또 일부 조사는 특별한 변화가 있다.('が' → 'グ', 'の'→ 'ン', 'は' → 'パ', 'を' → 'ゾ'.)
- 예: 오마에와?(お前は?) → 고라게파?(일본어: ゴラゲパ?)

## 문법
원칙적으로 일본어와 같다. 단 특정 낱말에 강한 의미를 붙이려는 경우 그 단어를 문장 끝으로 옮긴다.
- 예: 이것은 쿠우가의 벨트!(일본어: これは クウガ の ベルト!) → これは ベルト の クウガ[1] → ボセパ デスド ン クウガ!

## 고유 명사
작품 중반 이후 대부분의 그론기가 일본어를 배우지만 일본어로 말할 때에도 특정한 낱말을 말할 때는 그론기어의 것을 계속 썼다. 이 단어들의 대부분은 그들의 살육 게임(게겔)과 관련되어 있다.
- "린트"(일본어: リント 린토[*]): "인간" - 그론기는 현대인을 린트의 자손으로 보고 있다.
- "게겔"(일본어: ゲゲル 게게루[*]): "게임"
  - "게리자기바스 게겔"(일본어: ゲリザギバスゲゲル 게리자기바스 게게루[*]): 세미파이널 게임
- "구세파"(일본어: グセパ): "팔찌": 즈 및 메 등급의 그론기들이 게겔의 희생자들을 기록하는 도구이다.
- "바군다다"(일본어: バグンダダ): "카운터"(Counter): 게겔의 희생자를 기록하기 위한 도구이다.
- "자기바스 게겔"(일본어: ザギバスゲゲル 자기바스 게게루[*]): "파이널 게임"

## 숫자·수사
그론기들은 9진법을 사용하며 10 이상의 수를 셀 때는 "더함"을 의미하는 접속사 ド와 "곱함"을 의미하는 접속사 グ를 사용한다.
그론기들은 덧셈과 곱셈만 사용하며, 뺄셈과 나눗셈은 없다.
| 10진법              | 9진법            | 그론기어                                           |
| ------------------- | ---------------- | -------------------------------------------------- |
| 0                   | 0                | 제제소                                             |
| 1                   | 1                | 파판                                               |
| 2                   | 2                | 도그그                                             |
| 3                   | 3                | 구시기                                             |
| 4                   | 4                | 즈고고                                             |
| 5                   | 5                | 즈가기                                             |
| 6                   | 6                | 기브그                                             |
| 7                   | 7                | 게즌                                               |
| 8                   | 8                | 게기도                                             |
| 9                   | 10               | 바긴                                               |
| 10 (9＋1)           | 10＋1            | 바긴 도 파판                                       |
| 20 (9×2＋2)         | 10×2＋2          | 바긴 구 도그그 도 도그그                           |
| 300 (9×9×3＋9×6＋3) | 10×10×3＋10×6＋3 | 바긴 구 바긴 구 구지기 도 바긴 구 기브그 도 게시기 |

## 문자
대부분의 인간체 그론기는 몸 어딘가에 속성을 상징하는 문신이 있다. 또 게리자기바스 게겔에서 포획물이나 살해 방법의 조건은 도형이 그려진 카드로 표시된다. 그러나 이러한 도형들과 그론기어와의 직접적 관계는 없다. 또한 《가면라이더 쿠우가》 작품 내에서도 그론기어를 위한 문자가 묘사된 적은 없다.

## 같이 보기
- 가면라이더 쿠우가
- 린트 문자

- 가면라이더 디케이드
  - 쿠우가의 세계